# کورنرسویل (تنسی)
کورنرسویل(به انگلیسی: Cornersville) شهری در ایالت تنسی کشور ایالات متحده آمریکا است که جمعیت آن در سرشماری سال ۲۰۱۰ میلادی، ۱٬۱۹۴ نفر بوده‌است.